# Bahundanda
Bahundanda (en népalais : बाहुनडाँडा) est un comité de développement villageois du Népal situé dans le district de Lamjung. Au recensement de 2011, il comptait 2 095 habitants.